# Estado de derecho ambiental
El Estado de derecho ambiental es la existencia de un Estado de Derecho que se encuentra integrado con las necesidades ambientales y las normas y estándares internacionales, haciendo viable una situación de sostenibilidad. El concepto se relaciona con la comprensión de los derechos ambientales como derechos humanos, avanzando en una vinculación entre el respeto a la dignidad humana y la preservación del medio ambiente. 
Alcanzar un Estado de Derecho Ambiental implica el desarrollo de conciencia ambiental a nivel global, incluyendo la participación del Estado junto a distintos actores privados y de la sociedad civil. Si bien la presencia de legislación ambiental se ha hecho más común, una falla común radica en el seguimiento e implementación de las normas impuestas. Observando dicha problemática, el profesor Boaventura de Sousa Santos, indica que el Estado de Derecho Ambiental es, en realidad, una utopía democrática, pues la transformación a la que aspira presupone la repolitización de la realidad y el ejercicio radical de la ciudadanía individual y colectiva, incluyendo en ella una Carta de los derechos humanos de la naturaleza.  